# إليوثيروبوليس
إليوثيروبوليس (باليونانية: Ελευθερόπολις، "المدينة الحرة") كانت مدينة رومانية وبيزنطية في سوريا فلسطين، تبعد حوالي 53 كم جنوب غرب القدس. ما زالت بقاياها تمتد على الطريق القديم الذي يربط القدس بغزة، وتقع الآن داخل متنزه بيت غوفرين الوطني.

## أعلام
- إبيفانيوس السلاميسي